# Maejärvi (Jukkasjärvi socken, Lappland, 752853-175743)
Maejärvi är en sjö i Kiruna kommun i Lappland och ingår i Torneälvens huvudavrinningsområde. Sjön har en area på 0,151 kvadratkilometer och ligger 326 meter över havet.

## Delavrinningsområde
Maejärvi ingår i det delavrinningsområde (751990-176053) som SMHI kallar för Mynnar i Torneälvens vattendragsyta. Medelhöjden är 319 meter över havet och ytan är 61,51 kvadratkilometer. Det finns inga avrinningsområden uppströms utan avrinningsområdet är högsta punkten. Näverijoki som avvattnar avrinningsområdet har biflödesordning 2, vilket innebär att vattnet flödar genom totalt 2 vattendrag innan det når havet efter 299 kilometer. Avrinningsområdet består mestadels av skog (61 procent) och sankmarker (33 procent). Avrinningsområdet har 1,1 kvadratkilometer vattenytor vilket ger det en sjöprocent på 1,8 procent.